# Кэзлон
Кэзлон (англ. Caslon) — название семейства наборных шрифтов с засечками, разработанных Уильямом Кэзлоном (ок. 1692) в Лондоне или вдохновлённые его работами.
Кэзлон работал пуансони́стом — гравёром пуансонов (клейм с литерами), мастера использовали их для штамповки форм или матриц, используемых для литья металлических шрифтов. Он работал в традициях того, что сейчас называется антиквой старого стиля, создавал буквы с относительно органической структурой, напоминающей почерк пером.  Кэзлон основал традицию гравюрных шрифтов в Лондоне, которая ранее не была распространена, и находился под влиянием импортных голландских барочных шрифтов, которые были популярны в Англии в то время. Его шрифты заслужили прочную репутацию благодаря своему качеству и привлекательному внешнему виду, подходящему для длинных отрывков текста.
Шрифты Каслона были популярны при его жизни и после неё, а после короткого периода упадка в начале девятнадцатого века вновь обрели популярность, особенно при наборе основного печатного текста и книг. Существует множество новых производных версий, в разной степени соответствующих первоначальному замыслу Кэзлона. Современные версии Кэзлона также часто добавляют такие особенности, как жирное начертание и маюскульные цифры, ни один из которых не использовался во времена Кэзлона. Уильям Берксон, дизайнер возрожденного Caslon, описывает Caslon в основном тексте как «удобный и привлекательный».

## Описание и особенности
В шрифтах Кэзлона основные штрихи тяжелее, чем в большинстве антикв старого стиля, засечки толще и несколько коренастее. Буквы прямого начертания Кэзлона включают букву «А» с вогнутой выемкой слева на вершине и букву «G» без направленного вниз выступа внизу справа. Основные штрихи буквы «М» прямые. Буква «W» имеет три вывода вверху, а «b» имеет небольшую коническую черту, заканчивающуюся внизу слева. Буква «а» имеет небольшую круглую каплю-наплыв на конце. Верхние и нижние выносные элементы относительно короткие, а уровень контрастности штрихов в размерах основного текста умеренный. В курсиве буква «h» Каслона загнута внутрь, а «A» резко наклонена. Буквы «Q», «T», «v», «w» и «z» в оригинальном дизайне украшены росчерками или завитками, чего не происходит во всех возрожденных вариантах. Курсивная буква «J» имеет перекладину, а вращающаяся отливка использовалась Кэзлоном во многих размерах на его образцах для формирования знака фунта. Однако Кэзлон создал различные дизайны букв разных размеров: его более крупные размеры следуют образцу шрифта, который он продал, напечатанного в предыдущем веке Джозефом Моксоном, с более мелкими деталями и резким контрастом в толщине штрихов, в стиле «антиква голландского стиля». Более крупные латинские шрифты Кэзлона имеют две засечки на букве «С», в то время как его версии меньшего размера имеют одну засечку в виде полустрелки только в правом верхнем углу.

## История

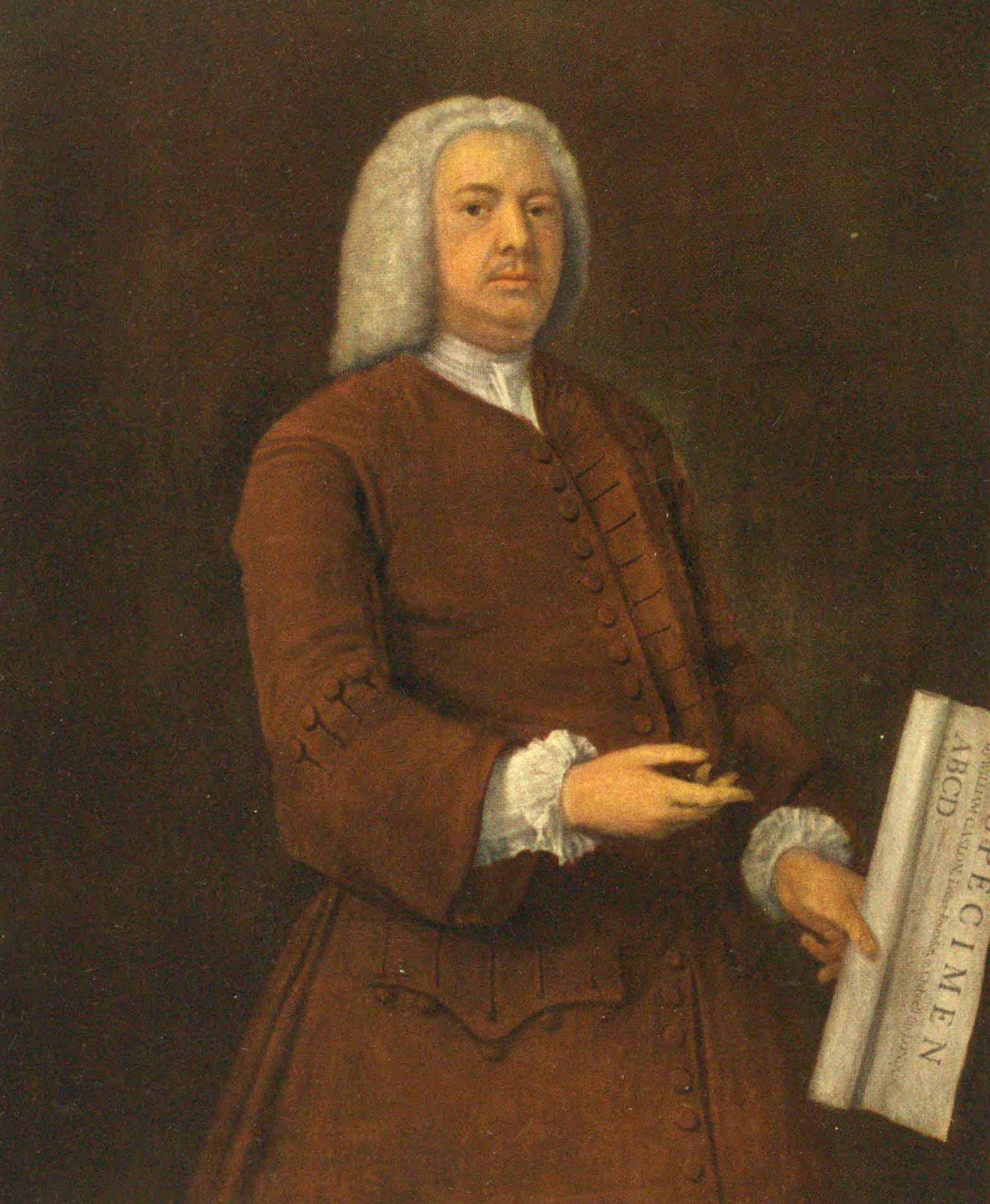
Картина Уильяма Кэзлона. Он держит свой образец печатных шрифтов. Картина принадлежала компании Кэзлона и позже стала собственностью корпорации Monotype

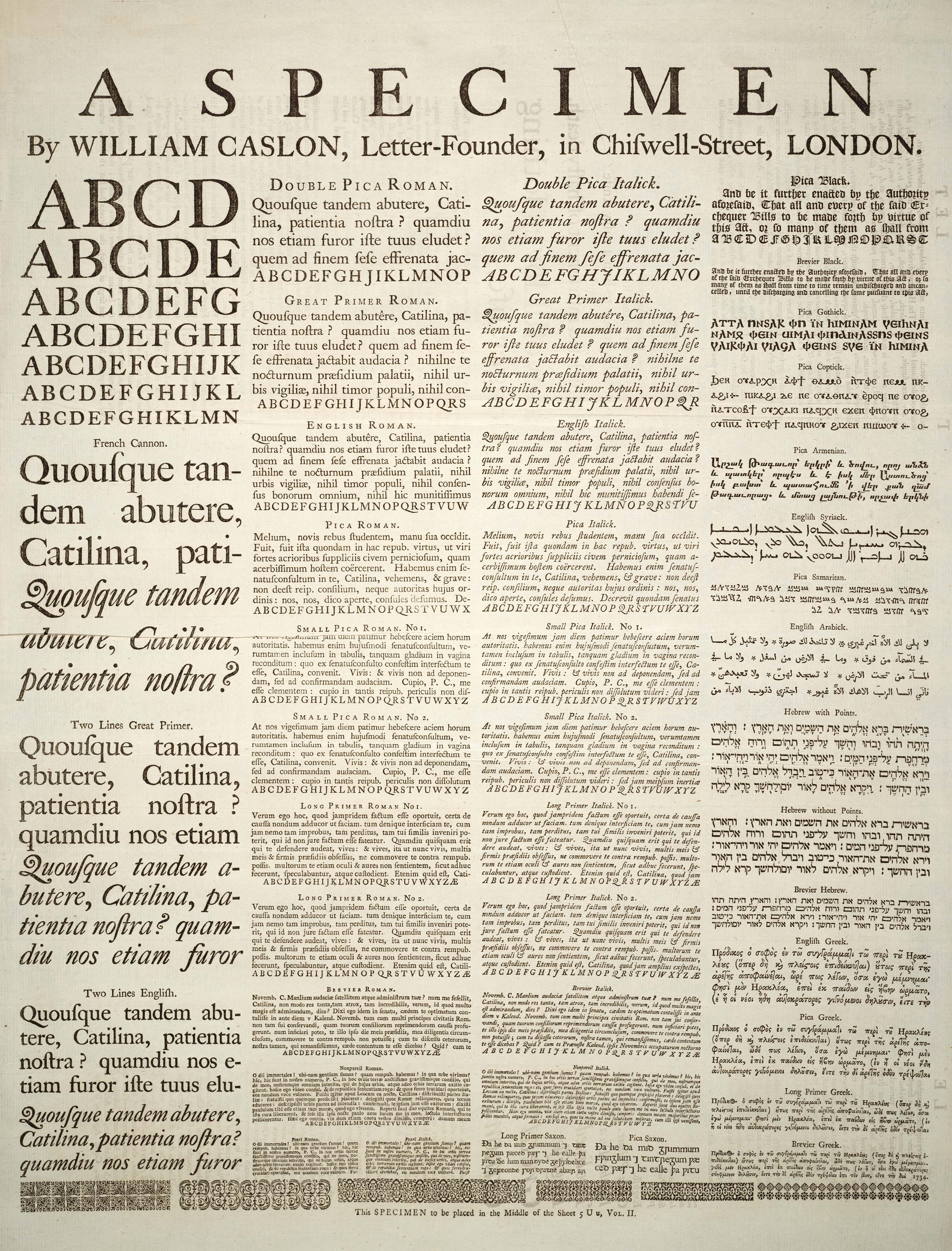
Образец листа Уильяма Кэзлона (датированный 1734 годом, но фактически выпущенный с 1738 года). Некоторые из показанных типов не были вырезаны Кэзлоном, в частности, французский канонический римский шрифт (вероятно, вырезанный Джозефом Моксоном).

Кэзлон начал свою карьеру в Лондоне в качестве ученика гравера, занимавшегося декоративными узорами на огнестрельном оружии и других металлических изделиях. По словам печатника и историка Джона Николса, главного источника сведений о жизни Кэзлона, точность его работы привлекла внимание известных лондонских печатников, которые выдали ему авансом деньги на изготовление стальных пуансонов для печати, сначала для иностранных языков, а затем, по мере роста его репутации, для латинского алфавита. Вырубка отверстий была сложной техникой, и многие из используемых приёмов держались мастерами в секрете или передавались от отца к сыну. Позже Кэзлон последовал этой практике, по словам Николса, обучая сына своим методам в частном порядке, заперевшись в комнате, где никто не мог за ними наблюдать. Поскольку британские печатники не имели большого опыта и успеха в изготовлении собственных шрифтов, они были вынуждены использовать оборудование, закупленное в Нидерландах или Франции, поэтому шрифты Кэзлона явно находились под влиянием популярных голландских шрифтов того периода. Джеймс Мосли так резюмирует свою раннюю работу: «Pica Кэзлона... был действительно очень близок к Pica roman и курсиву, которые появляются на листе образца вдовы амстердамского печатника Дирка Воскенса, около 1695 года, и которые Боуер использовал в течение нескольких лет. Pica Кэзлона заменяет его в его печати с 1725 года... Большой букварь Кэзлона, впервые использованный в 1728 году, шрифт, который был очень популярен в двадцатом веке, явно связан с Text Romeyn of Voskens, шрифтом начала семнадцатого века, который использовался несколькими лондонскими печатниками и теперь приписывается резчику Николя Брио из Гауды». Мосли также описывает несколько других шрифтов Кэзлона как «интеллектуальные адаптации» Pica Воскенса.
Шрифт Кэзлона быстро завоевал хорошую репутацию, и в 1733 году Генри Ньюман описал его как «работу того художника, который, кажется, стремится превзойти всех мастеров своего дела в Европе, так что наши печатники больше не посылают в Голландию за Эльзевиром и другими буквами, которые они прежде высоко ценили». Мосли описывает шрифт Long Primer No. 1 Кэзлона как «шрифт с большими пропорциями, и он обычно отливался с не слишком узким межбуквенным интервалом, характеристики, которые необходимы для шрифтов на небольшом корпусе. И все же он настолько добротно сделан, что слова, набранные им, сохраняют свою форму и их удобно читать... Это шрифт, который лучше всего подходит для узкого размера страницы в две колонки или для довольно скромных октав». Кэзлон продал французский канонический портрет, который он не гравировал, и который, возможно, был работой Джозефа Моксона с некоторыми изменениями, и его портреты большего размера следуют этой высококонтрастной модели. Он популяризировал свой шрифт, предоставив образец листа для «Энциклопедии Чемберса», который часто вырезался торговцами антикварными книгами и продавался отдельно. 
По сравнению с более изящными, стилизованными и экспериментальными «переходными» шрифтами, которые получили распространение в континентальной Европе при жизни Кэзлона, в частности, со шрифтом romain du roi предыдущего столетия, работами Пьера-Симона Фурнье в Париже, Fleischmann в Амстердаме и шрифтом Baskerville Джона Баскервиля в Бирмингеме, появившимся к концу карьеры Каслона, шрифт Каслона был довольно консервативным. Джонсон отмечает, что его экземпляр 1764 года «мог быть произведен на сто лет раньше». Стэнли Морисон описал шрифт Кэзлона как «счастливый архаизм».
Хотя шрифты Caslon не использовались широко в Европе, они были распространены по всей Британской империи, включая Британскую Северную Америку, где они использовались при печати Декларации независимости США. После смерти Уильяма Каслона I использование его шрифтов сократилось, но возродилось в 1840–1880 годах в рамках британского движения «Искусства и ремёсла» .
Помимо обычных текстовых шрифтов, Кэзлон вырезал готические или «готические» шрифты, которые также были напечатаны на его образце. Их можно использовать для таких целей, как титульные листы, выделение и буквицы. Во времена Кэзлона жирный шрифт не существовал, хотя некоторые из его шрифтов большего размера были довольно насыщенными.
Одним из критических замечаний к некоторым шрифтам в стиле Caslon было беспокойство о том, что заглавные буквы слишком толстые и выделяются, из-за чего цвет на странице получается неравномерным. Печатник и дизайнер шрифтов Фредерик Гауди был критиком: «Сильный контраст между слишком чёрными штрихами заглавных букв и тонкими штрихами строчных букв... делает страницу «пятнистой». Он ссылался на неудовлетворенность стилем как на стимул к более активному участию в дизайне шрифтов около 1911 года, когда он создал Kennerley Old Style в качестве альтернативы.

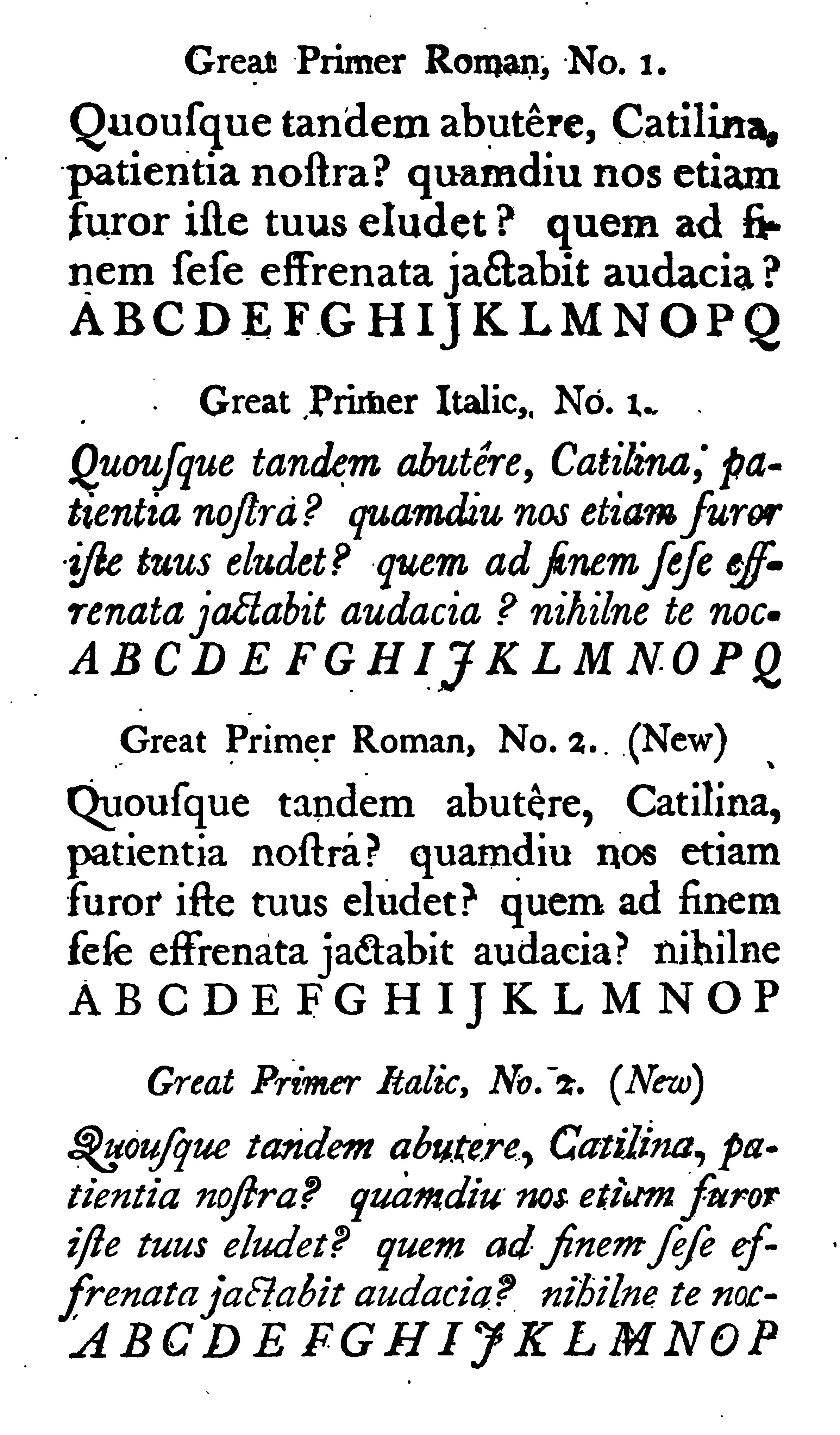
Подражания шрифту Баскервиль (вверху) и шрифту Кэзлона (внизу) от словолитни Фрая, показанные в образце, приложенном к изданию «The Printer's Grammar» за 1787 год. Мосли описывает их как «очень близкую копию, которую нелегко отличить от оригинала».

## Упадок популярности
Шрифты Кэзлона перестали быть интересными в конце восемнадцатого века, в некоторой степени, сначала из-за появления шрифтов «переходного» стиля, таких как Баскервиль, а затем, что более существенно, из-за растущей популярности новой антиквы в Британии под влиянием качества печати, достигнутого такими печатниками, как Джамбаттиста Бодони. Шрифтолитейная мастерская Кэзлона осталась работать на Чизвелл-стрит в Лондоне, но начала продавать альтернативные и дополнительные дизайны. Его внук, Уильям Кэзлон III, отделился от семьи, чтобы основать конкурирующую словолитню на площади Солсбери, купив компанию покойного Джозефа Джексона. Джастин Хоус предполагает, что, возможно, была предпринята попытка обновить некоторые шрифты Кэслона в соответствии с новым стилем, начавшаяся до 1816 года, отмечая, что шрифт Кэсзлона, отлитый в 1840-х годах, включал «несколько видов, Q, [открытый курсив] h, ſh, Q, T и Y, которые были незнакомы Кэзлону и которые, возможно, были вырезаны в конце восемнадцатого века в скромной попытке осовременить Old Face. H, ſh и T можно увидеть [в книге] 1816 года, большие части которой, по-видимому, были напечатаны изрядно изношенным стоячим шрифтом». 

Даже несмотря на то, что шрифт Каслона в значительной степени вышел из употребления, его репутация в печатном сообществе оставалась высокой. Печатник и социальный реформатор Томас Керсон Хансард писал в 1825 году:
В начале XVIII века талант основателей настолько мало ценился печатниками метрополии, что они привыкли импортировать шрифты из Голландии, ... и современные печатники все еще могли бы быть вынуждены сталкиваться с неудобствами импорта, если бы не гений в лице Уильяма Каслона, который спас свою страну от позора типографской неполноценности. 
Аналогично, Эдвард Булл в 1842 году назвал Кэзлона «великим вождем и отцом английского шрифта».

## Возвращение популярности

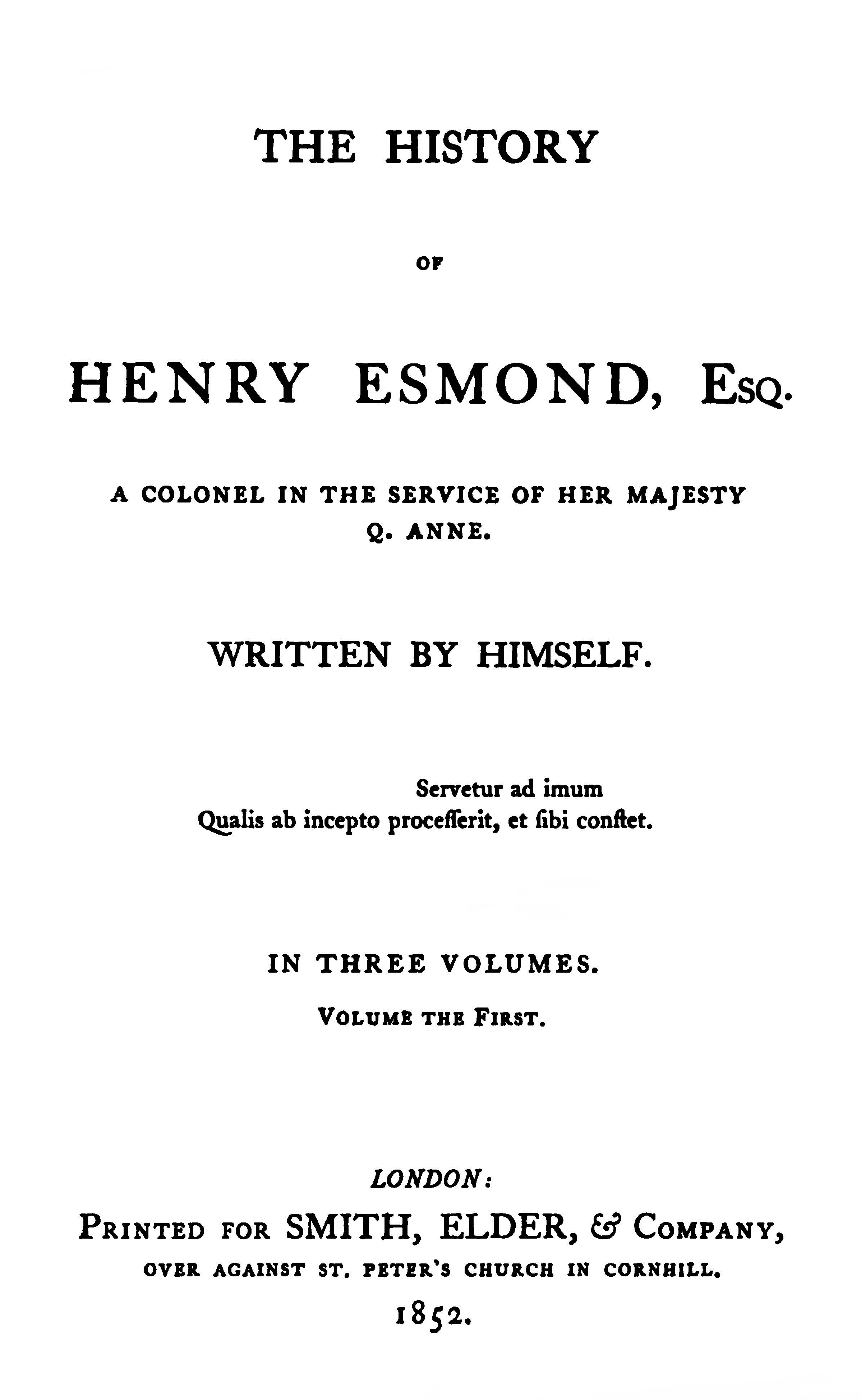
«История Генри Эсмонда» — роман Теккерея, написанный в жанре вымышленных мемуаров. Первое издание 1852 года было напечатано шрифтом Caslon, который тогда только-только входил в моду. Целью было добиться атмосферы, соответствующей обстановке начала восемнадцатого века.

Интерес к шрифтам восемнадцатого века возобновился в девятнадцатом веке с подъёмом движения «Искусства и ремесла», и шрифты Каслона снова стали популярными в книгах и изящной печати среди таких компаний, как Chiswick Press, а также для использования в демонстрационных целях, например, в рекламе.

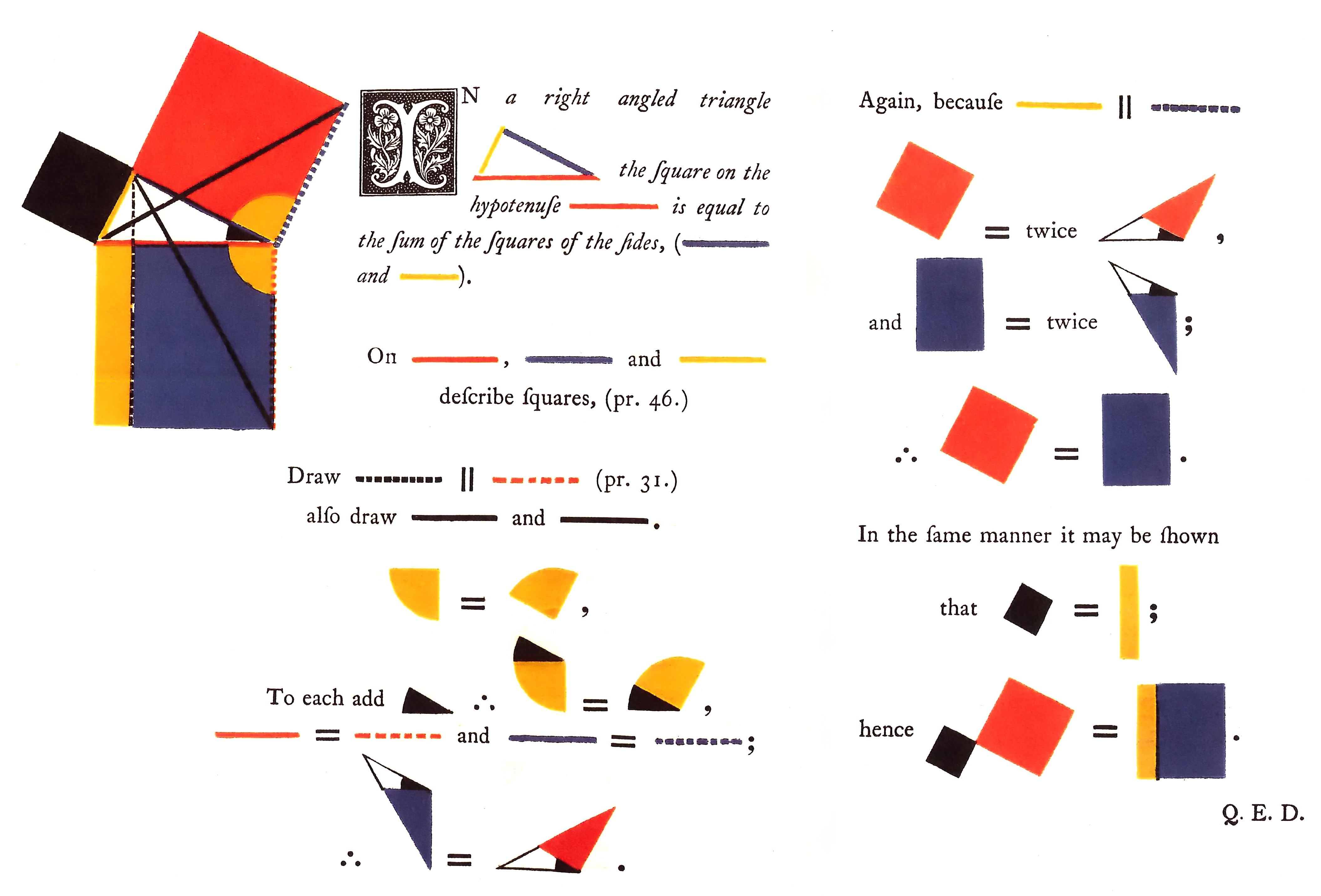
В девятнадцатом веке в Соединенном Королевстве шрифт Caslon часто использовался для печати изящных книг, например, в знаменитом издании «Евклида» Бирна, опубликованном Уильямом Пикерингом в 1847 году и напечатанном в издательстве Chiswick Press.

Изящные типографии, в частности Chiswick Press, закупали оригинальные шрифты Caslon у литейного завода Caslon; копии этих матриц также изготавливались методом электротипирования. С 1860-х годов начали появляться новые шрифты в стиле, похожем на стиль Кэзлона, начиная с модернизированного старого стиля Миллера и Ричарда ок. 1860. (Bookman Old Style является потомком этого шрифта, но стал жирнее за счёт увеличенного размера очка шрифта, что совсем не похоже на оригинальный Caslon). Словолитня Caslon тайно заменила некоторые размеры новыми, более чистыми версиями, которые можно было отливать на станке и вырезать новые заглавные буквы.
В Соединенных Штатах «Caslon» стал почти каноном, с многочисленными новыми дизайнами, не связанными с оригиналом, с модификациями, такими как укороченные выносные элементы для соответствия американской общей строке или линейным фигурам, или жирным и сжатым дизайнам, многие литейные заводы создавали (или, во многих случаях, пиратствовали) версии. К 1920-м годам траст из 23 американских словолитней American Type Founders предложил большой ассортимент стилей, некоторые из которых были пронумерованы, а не названы (см. ниже). Компании горячего набора — Linotype, Monotype, Intertype и Ludlow — продававшие машины, отливавшие шрифты под управлением клавиатуры, выпустили собственные версии Caslon.

Многие шрифты «Caslon» модернизированы, некоторые символы изменены на модернизированную форму. Оцифровка текста Уильямса Каслона включает стилистические альтернативные символы, позволяющие пользователю выбирать, использовать ли оригинальные символы Каслона, которые имеют много росчерков в курсиве, или упрощенные «модернистские» формы букв, такие как J без перекладины и открытый курсив h.

По словам дизайнера книг Хью Уильямсона, второй спад популярности Каслона в Британии, однако, наступил в двадцатом веке из-за возрождения других старых и переходных дизайнов от монотипа и линотипа. К ним относятся Bembo, Garamond, Plantin, Baskerville и Times New Roman. 
Шрифт Caslon снова вошел в новую технологию с фотонабором, в основном в 1960-х и 1970-х годах, а затем снова с технологией цифрового набора. В результате этого, а также из-за отсутствия защищенной торговой марки на название «Caslon» появилось множество шрифтов, которые воспроизводят оригинальные дизайны с разной степенью точности.
Многие из оригинальных пуансонов и матриц Кэзлона сохранились в коллекции компании Caslon (вместе со многими замененными и дополнительными символами) и в настоящее время являются частью коллекций библиотеки Сент-Брайд и Музея шрифтов в Великобритании. Копии, хранившиеся в парижском офисе компании Caslon, Fonderie Caslon, были переданы в коллекцию Музея импрессионизма в Нанте. Научное исследование шрифта Кэзлона проводили такие историки, как Альфред Ф. Джонсон, Гарри Картер, Джеймс Мосли и Джастин Хоус.

## Версии металлических шрифтов

### Caslon Old Face

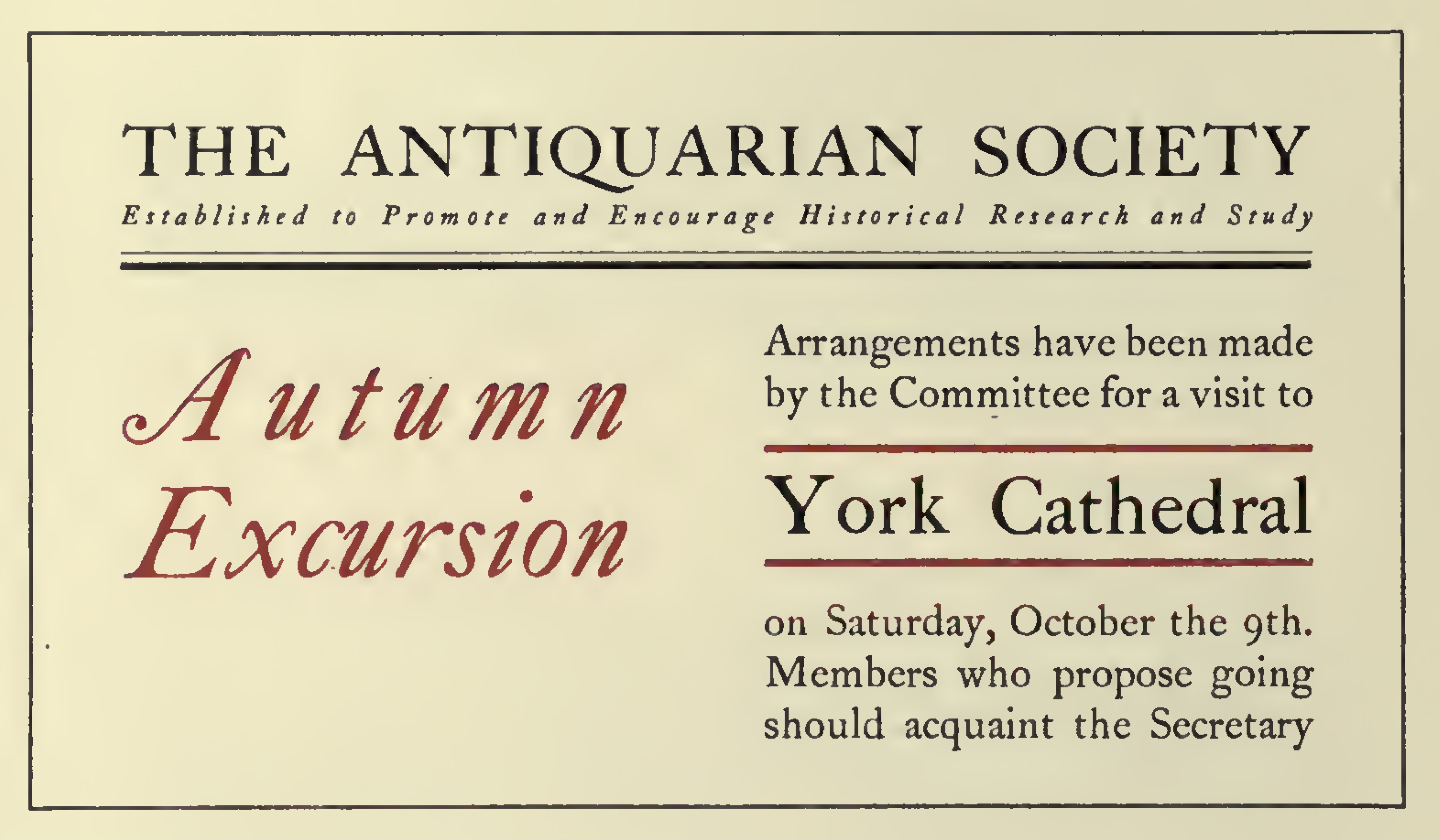
Старый Кэзлон в образце рекламы компании HW Caslon, 1915 г.

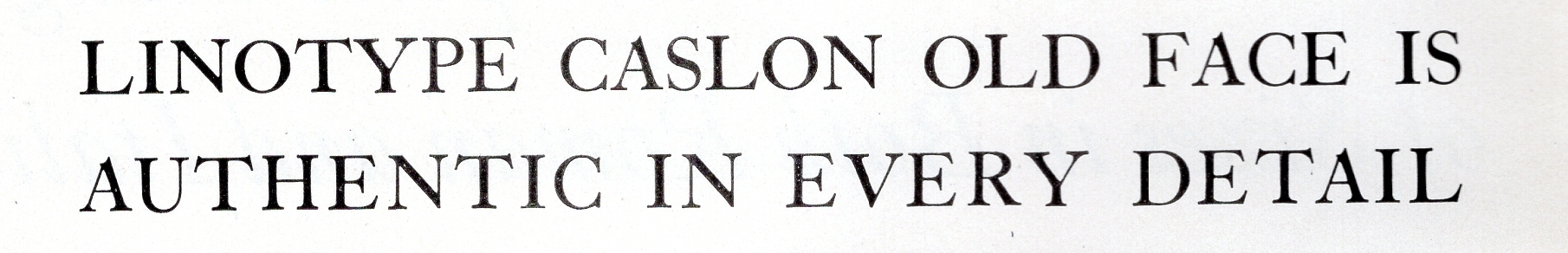
Адаптация набора горячим металлом Caslon Old Face от Linotype. За основу были взяты шрифты, предоставленные компанией HW Caslon, хотя некоторые из них были перегравированы примерно в конце девятнадцатого века и не являются оригинальной работой Каслона.

Литейный завод HW Caslon & Sons перевыпустил оригинальные шрифты Caslon под названием Caslon Old Face с оригинальных (или, по крайней мере, ранних) матриц. Последний прямой потомок Кэзлона, Генри Уильям  Кэзлон, пригласил Томаса Уайта Смита в качестве нового управляющего незадолго до смерти Каслона в 1874 году. Смит взял на себя управление компанией и поручил своим сыновьям изменить свои фамилии на  Кэзлон, чтобы обеспечить видимость преемственности.  Литейный завод реализовал амбициозную рекламную программу, выпуская периодическое издание «Caslon's Circular». Он продолжал выпускать образцы марок от ведущих типографий, включая Джорджа У. Джонса, вплоть до 1920-х годов. 
Некоторые шрифты Caslon были улучшены за счёт добавления новых элементов, в частности, заглавных букв с росчерком для историзма печати. Примерно с 1887 года шрифт продавался с дополнительными капителями. Хаус описывает их как «основанные на курсиве Франсуа Гийо [популярный 22pt] около 1557 года... который использовался в английской печати до начала восемнадцатого века». Примерно с 1893 года компания начала дополнительно перекраивать некоторые буквы, чтобы сделать шрифт более регулярным и создать матрицы, которые можно было бы отливать на машине. Из-за известности имени Caslon некоторые переделки и модификации оригинальных шрифтов Caslon, по-видимому, не были публично признаны. Компания HW Caslon также лицензировала другие типографии матрицы, изготовленные методом электротипирования, хотя некоторые компании также могли делать несанкционированные копии.
В 1937 году литейный завод HW Caslon & Sons был также приобретен компанией Stephenson Blake & Co, которая впоследствии добавила к своему названию «Caslon Letter Foundry».
Компании по набору текстов «Monotype» и «Linotype» предложили релизы «Caslon Old Face», которые были основаны (или утверждали, что основаны) на оригинальных шрифтах Caslon. Линотип был оцифрован и выпущен компанией Bitstream.

### Caslon 471

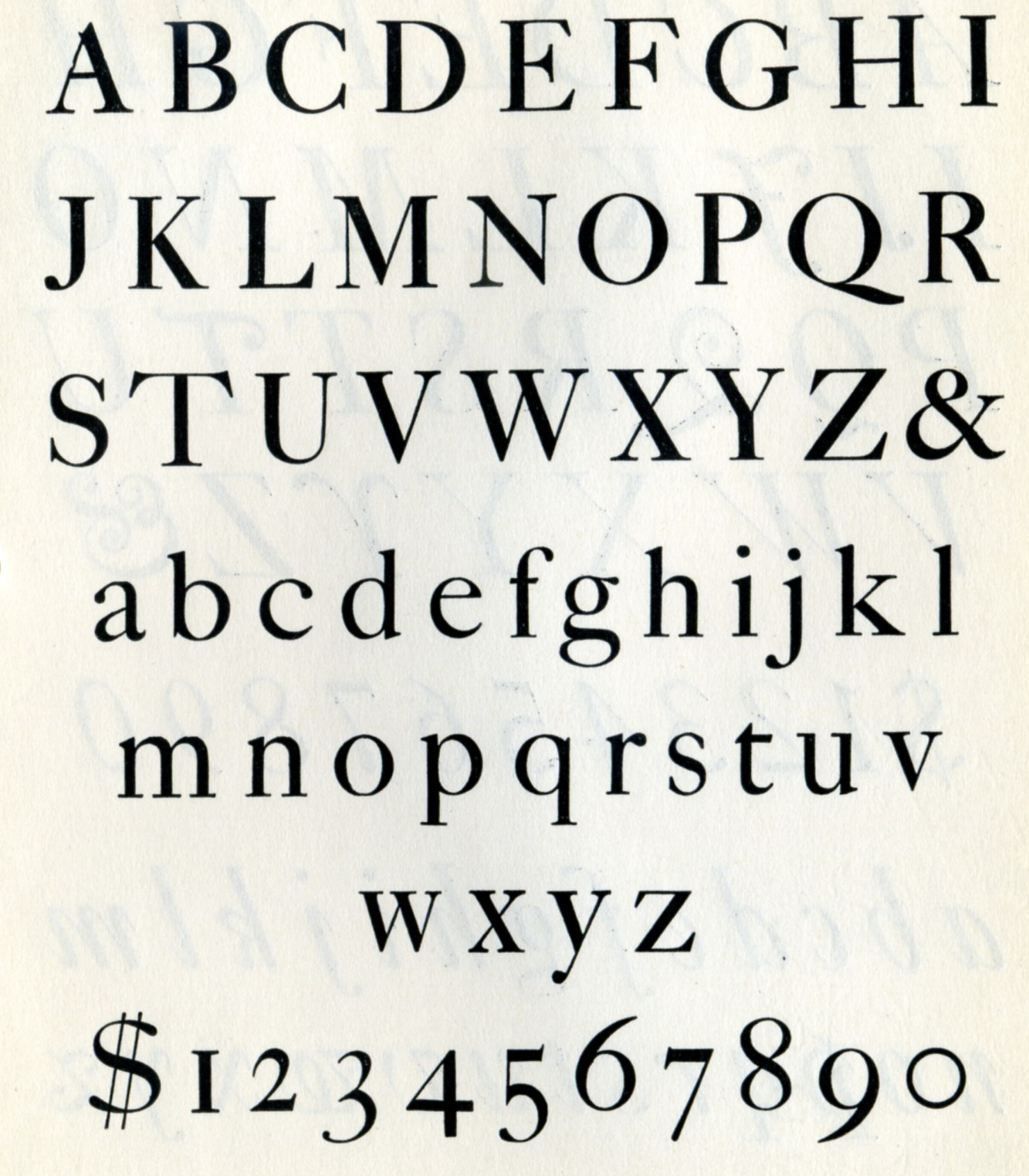
Caslon 471 на металлическом листе образца. Более крупные шрифты Каслона имели две засечки на букве «С» вместо одной.

Caslon 471 был выпуском «оригинального» шрифта Caslon, продаваемого American Type Founders. American Type Founders рекламировали его как «римские и курсивные шрифты старого стиля Кэзлона, точно такие, какими их оставил мистер Кэзлон в 1766 году». По-видимому, он был отлит с помощью гальванических литейных форм, принадлежавших предшественникам American Type Founders. Томас Мейтланд Клеланд нарисовал набор дополнительных заглавных букв.
По состоянию на 2022 год Caslon 471 в цифровом формате, как правило, недоступен.

### Caslon 540

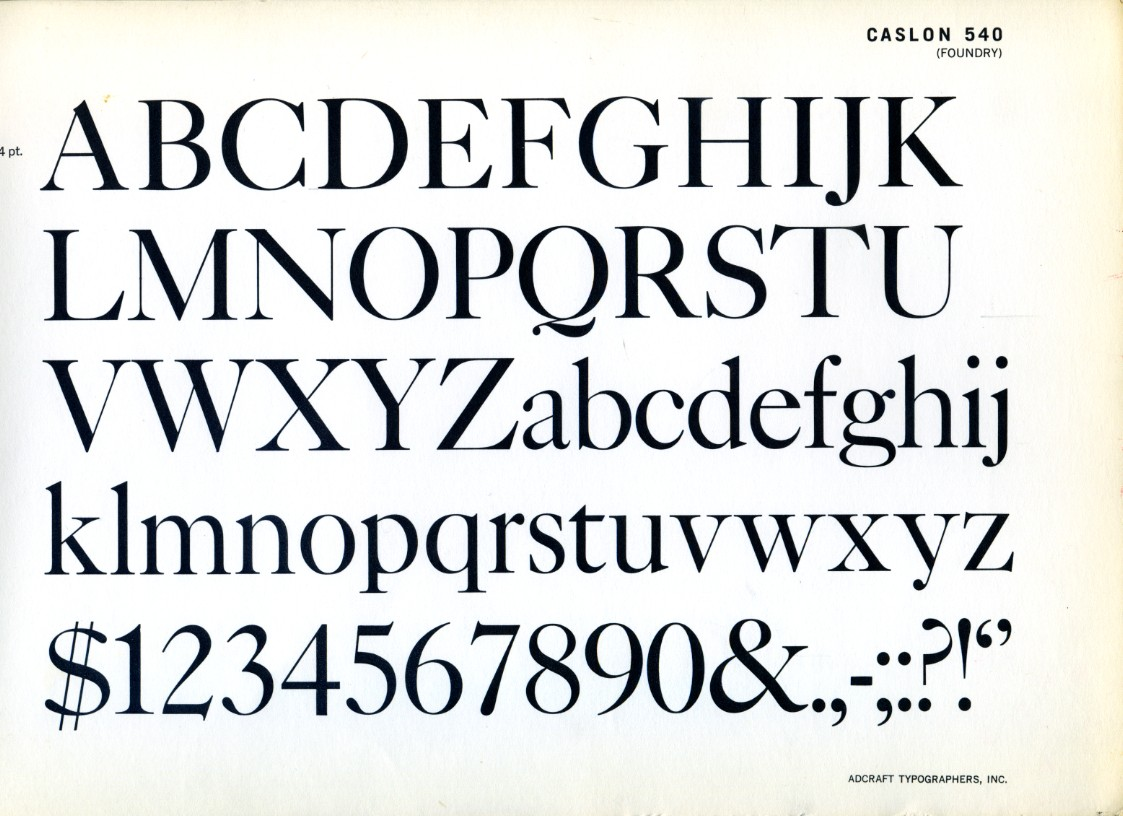
Caslon 540 из листа металлического образца.

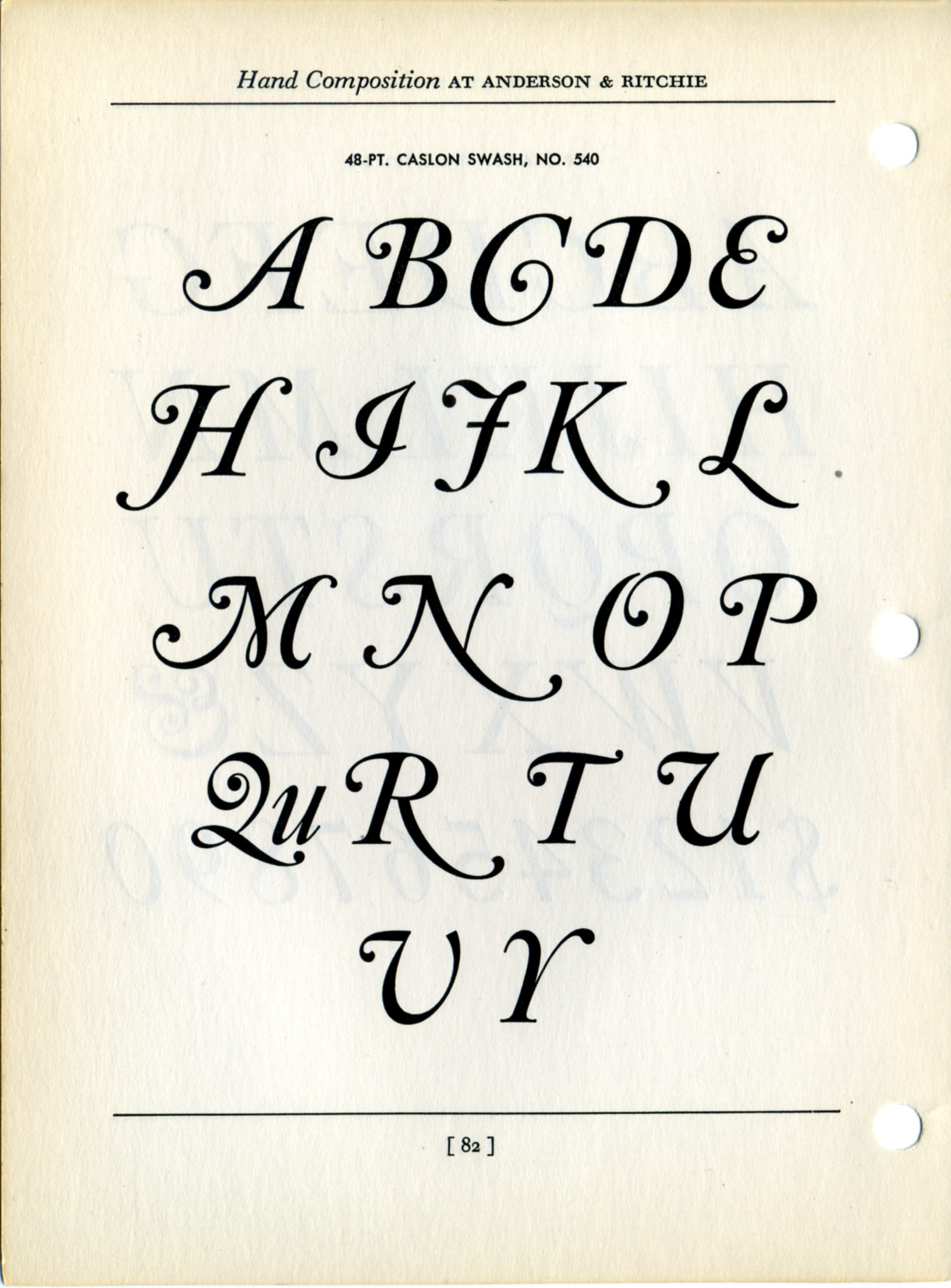
Дополнительные заглавные буквы от American Type Founders для шрифта Caslon 540. Обратите внимание на сложность создания наклонной буквы «I», которая не похожа на букву «J».

Caslon 540 был второй версией шрифта American Type Founders с укороченными нижними выносными элементами, что позволило сделать интервал между строками более плотным. Курсив распространялся компанией Letraset вместе с соответствующим набором росчерков, поэтому возрожденные версии этого шрифта иногда продаются без обычного начертания (см. ниже). Весьма характерный амперсанд в курсиве часто используется отдельно или в сочетании с другими шрифтами в тех случаях, когда не используются никакие другие символы из Caslon 540.
Цифровые версии Caslon 540 продаются компаниями Bitstream, Linotype, и ПараТайп. Версия ПараТайпа расширена кириллическими символами и была разработана в 2001 году дизайнерами Исаем Слуцкером и Манвелом Шмавоняном. Эти возрожденные издания продаются только в обычном и курсивном начертаниях и без каких-либо других начертаний. Однако те же литейные заводы также продают Caslon Bold (т.е. Caslon 3 ) и его курсив как отдельные продукты.    Кроме того, Elsner+Flake,  ITC,  и URW  продают курсивное начертание без прямого.

### Caslon 3
Немного более смелая версия Caslon 540, выпущенная American Type Founders в 1905 году.  Цифровые версии Caslon 3 (также называемого Caslon Bold) продаются компаниями Bitstream,  Linotype,  и ParaType.  Версия ParaType имеет кириллические глифы.

### Caslon Openface
Декоративный шрифт с засечками открытого типа и очень высокими выносными элементами, популярный в США. Несмотря на название, он не имеет никакого отношения к Caslon: это был импорт французского шрифта «Le Moreau-le-Jeune», созданного Fonderie Peignot в Париже как часть их семейства Cochin, филиалом ATF Barnhart Brothers &amp; Spindler .     Цифровые возрождения продаются компаниями Bitstream  и Monotype. 

### Корпорация «Монотип» (Великобритания)
Британская компания Monotype выпустила три возрожденных экземпляра Кэслона. 
1903, серия 20, специальный выпуск Old Face
1906, серия 45, старый стандартный циферблат
1915, серии 128 и 209, Caslon & Caslon Titleing.

### Imprint
Более регулярная адаптация Caslon британским отделением Monotype была заказана лондонскими издателями The Imprint — недолговечного периодического издания, выходившего в 1913 году. Он имел большое очко шрифта и был призван предложить курсив, более дополняющий прямой шрифт. С тех пор он остаётся популярным и был оцифрован компанией Monotype.

### Ludlow Typograph Company, Чикаго, Иллинойс, США
В Ладлоу было большое разнообразие типов Каслона.

### Caslon 641
Усиленная версия Caslon 540, выпущенная American Type Founders в 1966 году.

### Caslon 223 и 224
Caslon 223 и 224 — это семейства фотонаборов, разработанные Эдуардом Бенгетом из Lubalin, Smith, Carnase, а затем International Typeface Corporation. Как и многие семейства ITC, они имеют агрессивную, ориентированную на рекламу, смелую структуру, не имеющую тесного отношения к оригинальной работе Кэзлона. Первой версией была версия 223 (названная в честь номера дома LSC), за ней последовала сопутствующая версия с пропорциями, более ориентированными на основной текст, под номером 224.

## Полностью цифровые релизы

Лигатуры Adobe Caslon Pro. Th не исторично.

### Adobe Caslon (1990)
Adobe Caslon — очень популярная возрожденная разработка Кэрол Твомбли. Он основан на образцах страниц самого Кэзлона, напечатанных между 1734 и 1770 годами , и является частью программы Adobe Originals. Она добавила множество функций, которые теперь являются стандартными для высококачественных цифровых шрифтов, таких как капители, минускульные цифры, курсивное начертание, лигатуры, альтернативные буквы, дроби, подстрочные и надстрочные индексы, а также соответствующие орнаменты.
Adobe Caslon используется для основного текста в The New Yorker и является одним из двух официальных шрифтов Университета Вирджинии и Университета Южной Калифорнии . Он также доступен бесплатно в программе Adobe Typekit (в некоторых вариантах начертания).

### Big Caslon (1994)

Две альтернативные версии шрифта Caslon, предназначенные для крупного и мелкого размера текста.

Шрифт Big Caslon от Мэтью Картера вдохновлен «необычностью» трёх самых крупных размеров шрифтов литейной фабрики Caslon. Они имеют уникальный дизайн с резким контрастом штрихов, дополняющий, но сильно отличающийся от шрифтов Кэзлона; один из них, по-видимому, изначально был создан Джозефом Моксоном, а не Кэзлоном.   Шрифт предназначен для использования размером 18pt и выше. Стандартный вес включен в операционную систему MacOS от Apple в релизе, включающем малые заглавные буквы и альтернативные варианты, такие как длинная s. Первоначально опубликованный его компанией Carter&Cone, в 2014 году Картер пересмотрел дизайн, добавив жирный и черный дизайн с соответствующим курсивом, и переиздал его через Font Bureau. Его используют журналы <i id="mwAgU">Boston</i> и Harvard Crimson.

### LTC Caslon (2005)
Шрифт LTC Caslon представляет собой оцифровку 14-кеглевого шрифта Caslon 337 компании Lanston Type Company 1915 года, который, в свою очередь, является возрождением оригинальных шрифтов Caslon. В это семейство входят шрифты обычного и полужирного начертания с дробями, лигатурами, капителями (только обычные и обычные курсивные), росчерками (только обычные курсивные) и центральноевропейскими символами. Примечательной особенностью является то, что, как и в некоторых релизах Caslon в стиле «горячий металл», для всех стилей предусмотрены два отдельных варианта выносных элементов: длинные выносные элементы (создающие более элегантный дизайн) или короткие (позволяющие более плотный межстрочный интервал).
Чтобы отпраздновать свой релиз, LTC включила в ранние продажи компакт-диск с музыкой The William Caslon Experience, электронной группой в стиле даунтемпо, а также ограниченный тираж с вертикальным курсивом «LTC Caslon Remix».

### King's Caslon (2007)

Текстовая и экранной версии King's Caslon, первая из которых отличается более низким уровнем контрастности и современными характеристиками, а вторая имеет более традиционный дизайн.

King's Caslon — это современная интерпретация Caslon, созданная для King's College London и выпущенная Dalton Maag .  Шрифт имеет текстовую версию с двумя начертаниями (обычный и жирный), а также дисплейную версию, каждая из которых имеет свой курсив. 
Текстовые стили книги «Кингс  Кэзлон» имеют более низкий уровень контрастности между штрихами, чем большинство более ранних возрождений книги « Кэзлон», в то время как стили отображения имеют более высокий контраст.

### Williams Caslon Text (2010)
Современная попытка Уильяма Берксона передать дух Каслона, предназначенная для использования в основном тексте.   Хотя шрифт не претендует на полную аутентичность во всех отношениях, во многих отношениях он точно следует оригинальному образцу Каслона. Насыщенность шрифта больше, чем во многих более ранних возрожденных изданиях, что компенсирует изменения в процессах печати, а курсив менее наклонный (с изменением угла наклона штриха), чем во многих других выпусках Caslon. Берксон описал свои дизайнерские решения в обширной серии статей.  
Выпущенный Font Bureau, он включает в себя жирные и полужирные курсивные дизайны и полный набор функций для всех начертаний, включая жирные капители и альтернативные варианты курсива с росчерками, а также дополнительные укороченные выносные элементы и «модернистскую» опцию курсива, позволяющую отключить росчерки на строчных буквах и уменьшить наклон буквы «A» для более сдержанного внешнего вида.   В настоящее время он используется в журнале Boston и в журнале Foreign Affairs .
Примечательной особенностью структуры Каслона является его широко расставленная буква «Т», которая может неудобно располагаться рядом с буквой «h». Соответственно, среди цифровых релизов появилась традиция предлагать лигатуру «Th», вдохновленную традицией лигатур в каллиграфии, хотя и не являющуюся исторической лигатурой, для достижения более плотного межбуквенного интервала.  Adobe Caslon, LTC Caslon, Williams Caslon и Big Caslon (только курсив в версии Font Bureau) предлагают лигатуру «Th» по умолчанию или в качестве альтернативы. В King's Caslon лигатура «Th» не предусмотрена.

## Стилизованные версии

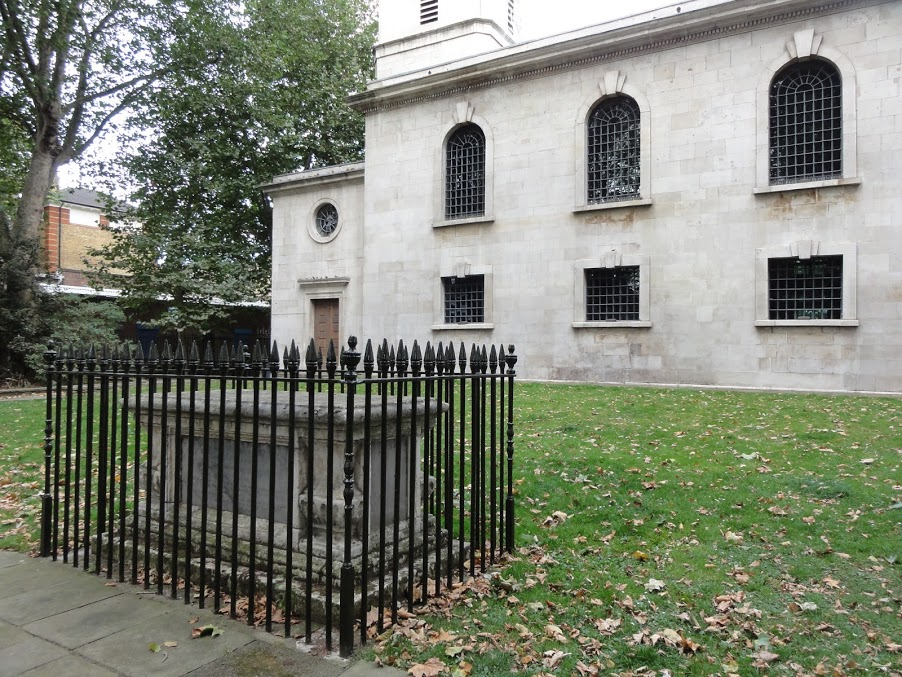
Гробница семьи Кэзлон в церкви Святого Луки, Лондон

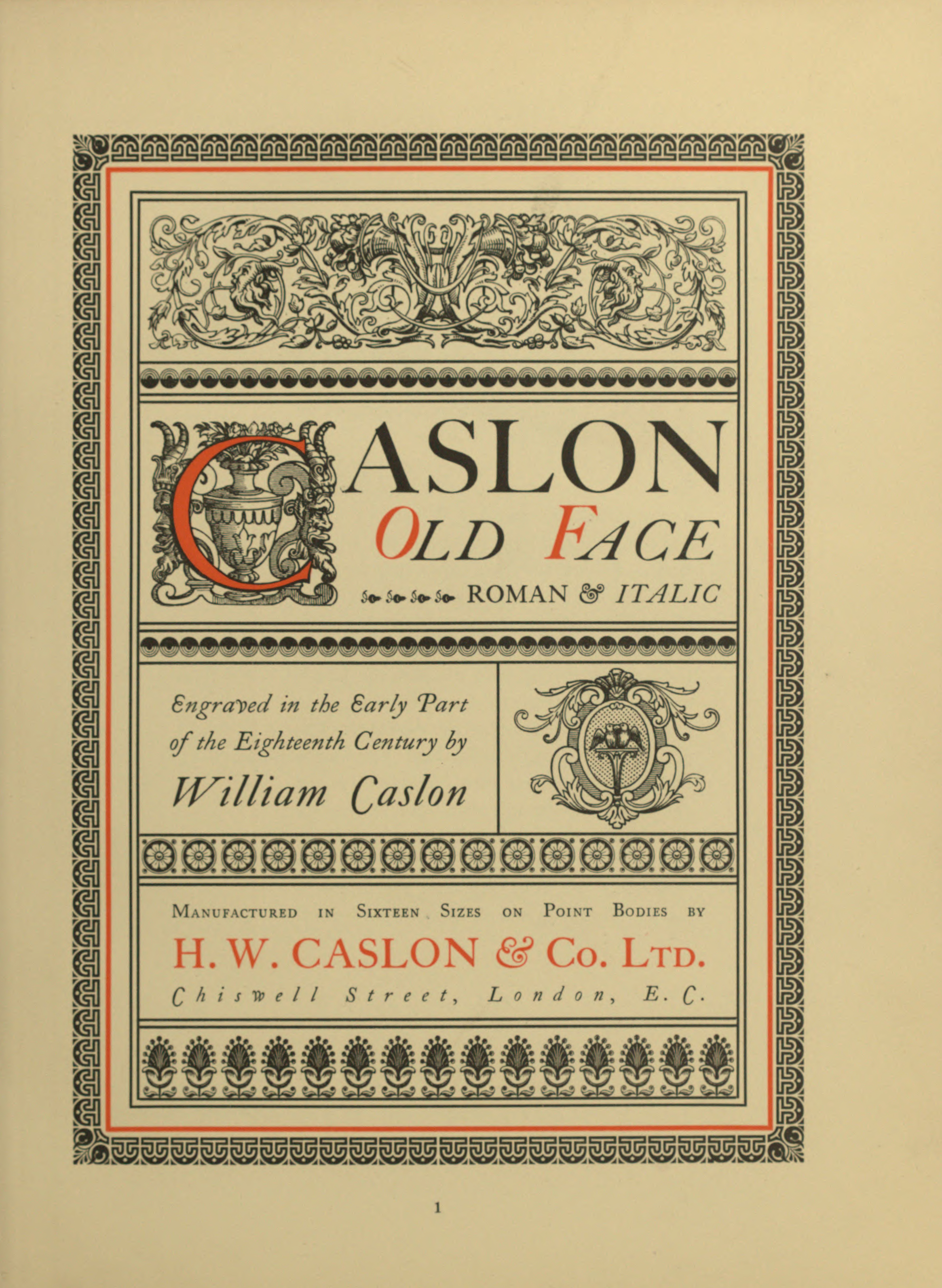
Caslon Old Face продавался в брошюре образца 1915 года с титульным листом, имитирующим XVIII век.

Многие интерпретации Кэзлона выполнены в «состаренном» стиле, с добавлением намеренных неровностей, чтобы передать ощущение потёртости и неровностей металлического шрифта.

### ITC Founder's Caslon (1998)
Caslon основателя ITC был оцифрован Джастином Хоусом .  Он использовал ресурсы библиотеки Сент-Брайд в Лондоне для тщательного исследования Уильяма Каслона и его типов.  В отличие от предыдущих цифровых возрождений, это семейство строго следует традиции создания отдельных шрифтов, предназначенных для разных размеров. Состаривание различается в зависимости от стиля, соответствуя эффекту типа металла, при этом большие оптические размеры обеспечивают наиболее чистый внешний вид.
Это семейство было выпущено ITC в декабре 1998 года.  Следуя оригинальному шрифту Caslon, он не включает жирные начертания, но использует цифры старого стиля для всех цифр.

#### Версия HW Caslon
После выпуска ITC Founder's Caslon Джастин Хоус возродил HW Caslon & Company и выпустил расширенную версию шрифтов ITC под названием Founders Caslon.
Caslon Old Face — шрифт с несколькими оптическими размерами, включая 8, 10, 12, 14, 18, 22, 24, 30, 36, 42, 48, 60, 72, 96 пунктов. В каждом шрифте есть маленькие заглавные буквы, длинные эссы и росчерки. Шрифт размером 96 пунктов был представлен только в прямом начертании и без заглавных букв. Caslon Old Face вышел в июле 2001 года.
Caslon Ornaments — шрифт, содержащий орнаментальные глифы.
Эти шрифты упакованы в следующие форматы:
- Founders Caslon 1776 Caslon Old Face (8, 10, 12, 14, 18), Caslon Ornaments. [110]
- Founders Caslon 1776: Caslon Old Face (22, 24, 30, 36, 42, 48, 60, 72), Caslon Ornaments. [111]
- Founders Caslon 1776: Caslon Old Face (14), Caslon Ornaments. [112] Подборка шрифтов, использованных в Декларации независимости США.

### NotCaslon (1995)
Этот шрифт Emigre 1995 года, представляющий собой яркую пародию на курсив Caslon, созданный Марком Андресеном, был создан путем смешивания образцов Caslon из «частей и фрагментов сухого переводного шрифта: хлопьев, царапин и всего остального».   

Caslon 540 в цифровой версии возрожденного Letraset, демонстрирующий некоторые росчерки и альтернативные символы.

Это творение P22 2006 года основано на страницах, созданных Бенджамином Франклином около 1750 года. Он имеет потрепанный вид. 

### Caslon Antique

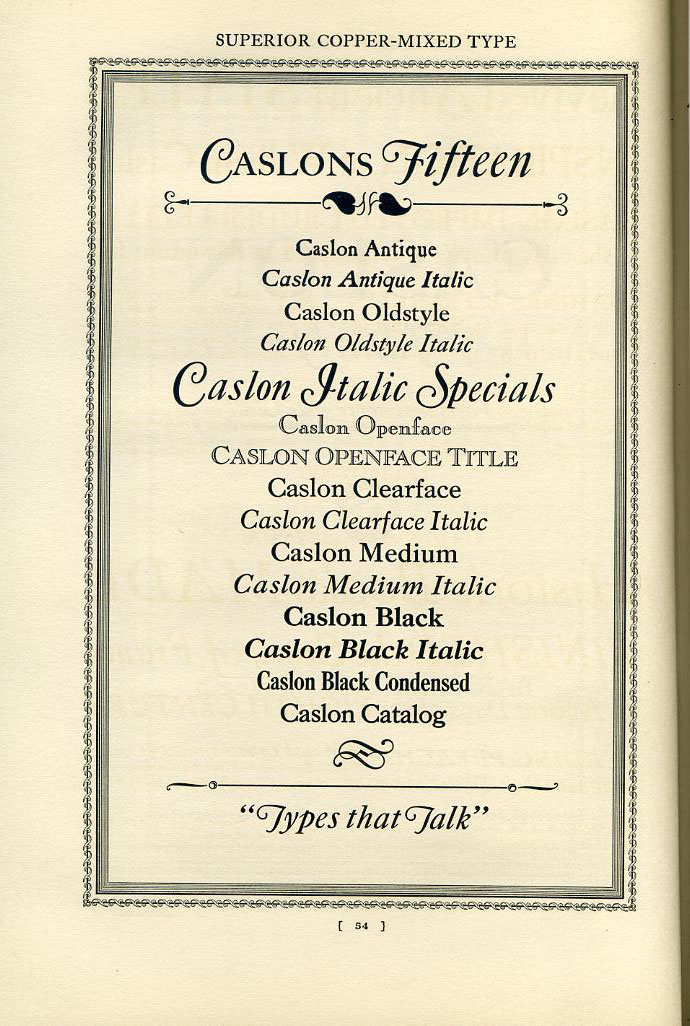
Семейство шрифтов «Caslon» американской словолитни в период металлических шрифтов. Большинство из них не имеют никакого отношения к работам самого Уильяма Каслона.

Этот декоративный шрифт с засечками изначально назывался Fifteenth Century, но позже был переименован в Caslon Antique. Его обычно не относят к семейству шрифтов Caslon, поскольку его дизайн не имеет к нему никакого отношения, а название Caslon было применено лишь задним числом.

### Дальнейшее чтение
- Консегуэра, Дэвид, Классические шрифты: Американские шрифты и дизайнеры шрифтов, Skyhorse: 2011ISBN 9781621535829 .
- Лоусон, Александр С., Анатомия шрифта . Годин: 1990.ISBN 978-0-87923-333-4ISBN 978-0-87923-333-4 .
- Меггс, Филлип Б., Маккелви, Рой. Возрождение сильнейших: цифровые версии классических шрифтов. RC Publications, Inc.2000.ISBN 1-883915-08-2ISBN 1-883915-08-2
- Апдайк, Дэниел Беркли. Виды печати: их история, формы и использование. Dover Publications, Inc.: 1980.ISBN 0-486-23929-2ISBN 0-486-23929-2

## Внешние ссылки
- Используемые шрифты (см. подстраницы для использования конкретных версий)